# Раст (фільм)
«Раст» (англ. Rust) — американський фільм режисера Джоела Соуза в жанрі вестерн. У фільмі знялися Алек Болдвін, Тревіс Фіммел, Брейді Нун, Френсіс Фішер та Дженсен Еклс.

## Сюжет
Події фільму відбуваються у 1880-ті роки. Головний герой — злочинець Гарланд Раст, за голову якого призначена нагорода. Раст вирушає до Канзасу, щоб врятувати свого тринадцятирічного онука Лукаса від смертної кари. Разом обидвоє втікачів змушені переховуватися від легендарного маршала США Вуда Хелма і мисливця за головами Фентона «Проповідника» Ленга.

## У ролях
- Алек Болдвін — Гарланд Раст
- Брейді Нун — Лукас
- Тревіс Фіммел — Фентон Ленг
- Дженсен Еклз — Вуд Хелм, маршал США
- Френсіс Фішер — двоюрідна бабуся Лукаса

## Виробництво
29 травня 2020 року стало відомо, що Алек Болдвін стане продюсером вестерна «Раст», а також зіграє в ньому одну з головних ролей. Режисером став Джоел Соуза. У вересні 2021 року до акторського складу фільму приєдналися Тревіс Фіммел, Брейді Нун і Френсіс Фішер. У жовтні стало відомо, що у фільмі зніметься Дженсен Еклс. До виробництва були залучені близько 150 членів знімальної групи, половина з них місцеві,  22 акторів головного та 230 другого плану з Нью-Мексико. Зйомки почалися 6 жовтня 2021 року в американському штаті Нью-Мексико.

### Інцидент на зйомках
21 жовтня під час зйомок фільму стався інцидент з пострілом з вогнепальної зброї, яка мала бути заряджена бутафорськими патронами. Постріл зробив Алек Болдвін. В результаті пострілу поранення отримали операторка українського походження Галина Хатчинс і режисер Джоел Соуза. Хатчинс екстрено доставили на вертольоті в госпіталь Університету Нью-Мексико в Альбукерке, де вона померла. Джоела Соуза госпіталізували «в критичному стані». Алек Болдвін дав свідчення поліції, на його адресу не було пред'явлено звинувачень. Після цього зйомки фільму були припинені. Джоел Соуза був виписаний з лікарні 22 жовтня.

### Відновлення зйомок
У жовтні 2022 стало відомо, що зйомки фільму відновляться в січні 2023. В травні 2023 Болдвін повідомив що зйомки закінчилися..

## Випуск
Світова прем'єра відбулася на Camerimage 20 листопада 2024 року. Реліз стрічки у США заплановано на лейблі The Avenue.